# 国民議会 (トーゴ)
国民議会（こくみんぎかい、フランス語: Assemblée nationale）は、トーゴの下院である。
一院制、定数は113、任期6年。議員は政党名簿比例代表で選出される。